# 中宅站
29°53′18.1″N 122°05′07.5″E / 29.888361°N 122.085417°E
中宅站是浙江省宁波市一座铁路车站，位于北仑区郭巨街道境内，开通于2019年12月。车站属于穿山港支线，主要办理煤炭和矿石业务，服务于宁波舟山港中宅矿石码头。车站设有到发线兼机走线2股，有效长850米，整列装卸线1股，长809米，此外还设有机待线和牵出线各1股。